# Anders Bille
Anders Bille (ur. 19 marca 1600, zm. 10 listopada 1657) – duński wojskowy, w latach 1642-1657 rigsmarsk (najwyższy dowódca sił lądowych) Danii.

## Życiorys
Urodził się 19 marca 1600 roku. Swoją karierę wojskową rozpoczął poza granicami Królestwa Danii, gdyż jego ojczyzna nie uczestniczyła wówczas w żadnych wojnach dających perspektywy na zdobycie doświadczenia i szybki awans. W 1619 roku rozpoczął służbę pod rozkazami Fryderyka V, elektora Palatynatu świeżo wybranego królem Czech. W 1625 roku przeszedł na służbę duńskiego króla Chrystiana IV, gdy ten zaangażował się w wojnę trzydziestoletnią. W 1634 roku został dowódcą ufortyfikowanego miasta Arensburg na Saremie, zaś w 1642 roku został mianowany rigsmarskiem – dowódcą sił lądowych i najwyższym urzędnikiem państwowym w Danii. Uczestniczył wówczas w planowaniu budowy twierdzy na półwyspie Bersodde, której nadano później nazwę Fredericia.
Gdy w 1643 roku szwedzka armia pod wodzą Lennarta Torstenssona zaatakowała Półwysep Jutlandzki, Bille przy pomocy zmobilizowanych w pośpiechu oddziałów dowodził obroną w szańcach na półwyspie Bersodde i po drugiej stronie cieśniny Mały Bełt. W 1644 wycofał się wraz ze swymi oddziałami na Fionię, a następnie poprowadził udany atak na szwedzką flotę transportową, uniemożliwiając tym samym Torstenssonowi przeprowadzenie desantu na Fionii. Podczas kolejnej kampanii powierzono mu zadanie obrony Jutlandii wespół z księciem Holsztynu Fryderykiem Oldenburgiem, późniejszym duńskim królem Fryderykiem III. Z uwagi na konflikt pomiędzy oboma dowódcami obrona ta zakończyła się jednak niepowodzeniem.
Po zawarciu pokoju w Brömsebro w 1645 roku i zakończeniu wojny ze Szwecją, Bille podjął próbę doprowadzenia do reformy duńskiej armii. Zaproponował w tym celu utworzenie ministerstwa wojny, wprowadzenie podatku wojskowego, a także budowę sieci twierdz i fortów na obszarze całego kraju. Ponownie sięgnął także po plany wzniesienia twierdzy Fredericia. Podczas wznoszenia twierdzy współpracował z inżynierem Georgiem Hoffmanem przy budowie bastionów i wałów obronnych.
W 1657 roku, po wypowiedzeniu Szwecji wojny przez króla Fryderyka III, został wysłany z duńską armią nad Łabę by rozpocząć okupację Bremy. Gdy szwedzki władca, przebywający wówczas w Polsce Karol X Gustaw rozpoczął na czele swojej armii podróż w kierunku południowych granic Królestwa Danii, Bille skierował swe oddziały na północ, do Fredericii. Gdy przybyli w to miejsce Szwedzi rozpoczęło się kilkumiesięczne oblężenie nieukończonej jeszcze twierdzy. 24 października 1657 roku Fredericia została zdobyta, zaś Bille wzięty do niewoli. Niebawem zmarł z powodu choroby i poważnej rany zadanej mu podczas szturmu.